# Hoofdstuk
Een hoofdstuk is een afgebakend onderdeel van een in de regel langere tekst. Een hoofdstuk begint vaak op een nieuwe bladzijde, soms met een initiaal als eerste letter.
Vooral in boeken worden de individuele hoofdstukken vaak genummerd en/of getiteld. Hierdoor kan verwezen worden naar het hoofdstuk, onafhankelijk van de druk die het bladzijdenummer kan doen variëren. Een hoofdstuk kan zowel gebruikt worden om een duidelijke indeling te maken in een boek, zoals bij informatieve boeken vaak gebeurt, of kan ook als cliffhanger gebruikt worden. Aan het eind van een hoofdstuk gebeurt dan iets spannends wat de lezer ertoe kan zetten om verder te lezen tot het einde van het volgende hoofdstuk.
De hoofdstukindeling kan ook worden gebruikt om van oogpunt te wisselen. Het verhaal kan dan worden verteld vanuit een andere hoofdpersoon, en/of op een andere locatie. Wanneer dit zonder hoofdstukindeling of gebruik van witregels gebeurt, kan dit verwarrend werken.

## Bij uitbreiding
De term hoofdstuk wordt in overdrachtelijke zin ook gebruikt voor iets wat een onderdeel is van een grotere serie gebeurtenissen. Zo kan er worden gesproken over een hoofdstuk in iemands leven, in een boek, film, toneelstuk of kan het bijvoorbeeld spreekwoordelijk gebruikt worden (Zo, dat hoofdstuk hebben we gesloten).